# 雙蟾魚
雙蟾魚（学名：[Amphichthys rubigenis] 错误：{{Lang}}：文本有斜体标记（帮助）），為輻鰭魚綱蟾魚目蟾魚科的其中一種，分布於西南大西洋的巴西海域，為底棲性魚類。